# Iowa (tribù)
Gli Iowa sono una tribù indiana originaria del Nord America.

## Storia
La prima volta in cui ci giunge notizia degli indiani Iowa è nel 1690. Era una tribù che viveva nelle vicinanze dei Grandi Laghi.
Il loro celebre capo, Uomo-haw-gaw, era allora alla testa della tribù e sotto il suo comando migrarono verso ovest, attraversarono il Mississippi ed occuparono la valle più bassa del fiume Iowa, che da essi prese il nome. A lungo furono chiamati Ayouas dagli esploratori francesi, ma Lewis e Clark nel giornale delle loro esplorazioni, nel 1804, si riferiscono a questa tribù come gli Ayouways. Durante gli anni seguenti il nome divenne Ioway ed infine l'y è caduta ed abbiamo il nome Iowa (ˈaɪəwə), con l'accento sulla I (pronunciata "ài"). Antoine Le Claire, un meticcio di discendenza francese ed indiana e che conosceva varie lingue indiane, traduce la parola Iowa come "questo è il posto". Theodore S. Parvin, un'alta autorità in materia, racconta così la loro leggenda:

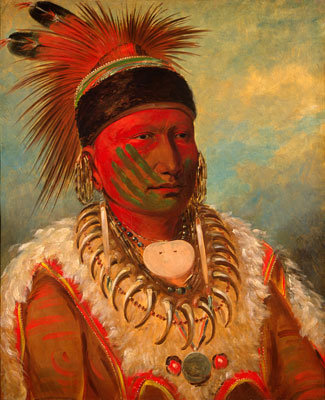
Nuvola bianca, capo degli Iowa nel 1844/1845

Chi ha seguito la storia degli Iowa, come Schoolcraft ed altri, ha scoperto che questa tribù ha migrato quindici volte. Sembra abbiano cominciato a muoversi circa nel 1693 dalle vicinanze dei Grandi Laghi, per arrivare molti anni dopo nello Iowa. La migrazione seguente fu nella valle di Des Moines, nelle vicinanze delle contee di Van Buren, di Wapello e di Davis. Molti anni dopo si trasferirono a sud verso il Missouri e poi in Dakota. Per parecchi anni vissero nella valle del grande fiume Sioux, vagando nello Iowa nordoccidentale fino al lago Spirit e nelle valli superiori dei piccoli fiumi del Des Moines e del Sioux Moines. Lasciando queste regioni discesero il Missouri fino in Nebraska e nella valle della Platte. Vagarono poi fino in Missouri del Nord e da là in Iowa del Sud nella regione del Chariton e dei grandi fiumi. Ingaggiarono frequenti guerre con i Sioux e nel 1807 ebbero una battaglia con gli Osages. Alcuni anni più tardi fu il vaiolo a devastare la loro tribù uccidendo più di cento guerrieri e quasi duecento fra donne e bambini. Dodici anni dopo persero ancora più di duecento membri della tribù per la stessa malattia. Nel 1819 furono attaccati dai Sioux assolutamente superiori in forze e dopo una battaglia disperata, alla fine, il popolo Iowa fu sconfitto perdendo i guerrieri migliori e le donne che furono tratte prigioniere.

### MA-ha–kah
Uno dei capi più celebri, dopo la morte di Uomo-haw-gaw, è stato suo figlio MA-ha–kah che si insediò nella valle di Des Moines, nei pressi del vecchio villaggio di Iowaville, vicino a dove sorge oggi la città di Eldon.
Ebbe sette mogli e la favorita era una bellissima donna di nome Rant-che-wai (colomba che vola). Nel 1824, quando MA-ha-kah, con un gruppo di guerrieri, andò a Washington per parlare con il Presidente Monroe, ella lo volle seguire per stringere anche lei la mano al Presidente. La sua presenza destò molta ammirazione a Washington per la sua bellezza ed intelligenza. Il suo ritratto fu dipinto da un artista della capitale ed a lungo adornò il suo studio. Era una donna gentile e generosa che dedicava molto del suo tempo ad assistere gli ammalati e i deboli. Il General Huges, l'agente indiano che ben la conosceva, parlò in termini lusinghieri delle sue eccellenti qualità.
MA-ha–kah fu sempre molto attaccato a lei e si disperò moltissimo per la sua morte tragica avvenuta a causa di una caduta da cavallo subito dopo il suo ritorno da Washington.